# Жан-Марк Еро
Жан-Марк Еро̀ (на френски: Jean-Marc Ayrault) е френски политик от Социалистическата партия, министър-председател от 16 май 2012 до 31 март 2014 г. Министър е на външните работи и международното сътрудничество на Френската република от 2016 г.

## Биография
Роден е на 25 януари 1950 г. в Молеврие в Анжу. През 1971 г. завършва немска филология в Нантския университет, след което работи като учител по немски език. Включва се в Социалистическата партия и от 1977 до 1989 г. е кмет на Сент Ерблен, а от 1989 до 2012 г. – на Нант. От 1986 г. е и депутат в Националното събрание, като от 1997 г. оглавява парламентарната група на левицата.
На 15 май 2012 г., след избора на социалиста Франсоа Оланд за президент, Жан-Марк Еро е назначен за министър-председател на Франция. Остава на този пост до 1 април 2014 г.
1. ↑  www.workwithdata.com //   Посетен на 5 ноември 2024 г.